# Kinyongia oxyrhina
Kinyongia oxyrhina — вид ігуаноподібних ящірок родини хамелеонових (Chamaeleonidae). Ендемік Танзанії.

## Поширення і екологія
Kinyongia oxyrhina мешкають в горах Східної гірської дуги, зокрема в горах Улугуру, Удзунгва, Нгуру і Рубехо. Вони живуть у вологих гірських тропічних лісах, трапляються на узліссях. Зустрічаються на висоті від 1400 до 1850 м над рівнем моря. 

## Збереження
МСОП класифікує стан збереження цього виду як близький до загрозливого. Kinyongia oxyrhina загрожує знищення природного середовища.